# Tour de France 1949
Le Tour de France 1949 est la 36e édition du Tour de France, course cycliste qui s'est déroulée du 30 juin au 24 juillet 1949 sur 21 étapes pour 4 808 km. Fausto Coppi et Gino Bartali écrasent ce Tour par leur supériorité. Avec 30 minutes de retard au général à l'entrée des Pyrénées, Fausto Coppi gagne les deux contre-la-montre et donne la mesure sur ses adversaires dans les Alpes. Il gagne à Paris avec près de 11 minutes d'avance.
La course est l'une des épreuves comptant pour le Challenge Desgrange-Colombo.

## Parcours
Le Tour de France part de Paris. Il effectue ensuite le tour de l'« hexagone » dans le sens inverse de celui des aiguilles d'une montre. Trois villes-étapes du début de parcours accueillent le Tour de France pour la première fois : Boulogne-sur-Mer, Rouen et Saint-Malo. Le Tour fait pour la première fois étape en Espagne, à Saint-Sébastien. Ce Tour fait des incursions en Suisse, en Italie et en Belgique. Dans les Alpes, quatre cols sont empruntés pour la première fois : le col du Grand-Saint-Bernard, le col du Mont-Cenis, le col de Montgenèvre et le col du Petit-Saint-Bernard,.

## Organisation
Après que les biens du journal L'Auto, dont le Tour de France, eurent été mis sous séquestre à la Libération, l'organisation du Tour est attribuée en juin 1947 à la Société du Parc des Princes. Jacques Goddet, ancien directeur de L'Auto et désormais directeur général du journal L'Équipe, et Émilien Amaury, cofondateur du Parisien libéré, en sont les principaux actionnaires. Jacques Goddet reste directeur général du Tour de France jusqu'en 1987, avec pour adjoint Félix Lévitan, directeur du service des sports du Parisien libéré,. Selon Goddet, l'organisation du Tour de France 1949 a coûté 70 millions de francs français.

## Participation

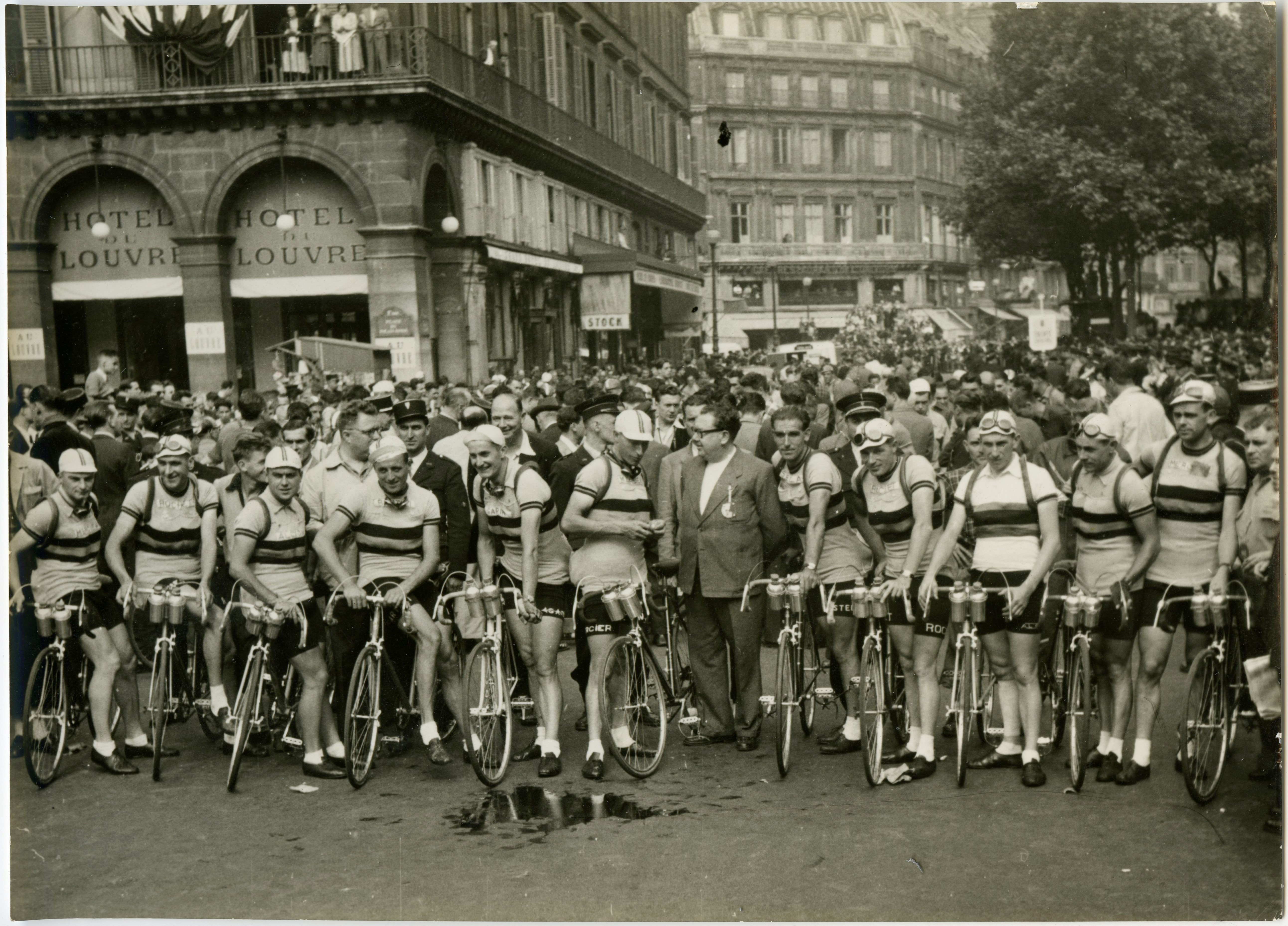
L'équipe belge à Paris (collection KOERS. Musée de la Course Cycliste)

Le nombre de coureurs par équipes est porté à douze. Sept équipes nationales participent. Trois d'entre elles voient leur nombre de coureurs porté à douze : la France, la Belgique et l'Italie. Les quatre autres équipes nationales comptent six coureurs : la Suisse, le Luxembourg, les Pays-Bas et l'Allemagne. À ces équipes nationales s'ajoutent les « cadets italiens », les « aiglons belges », et quatre équipes régionales françaises, chacune composée de douze coureurs.
Fausto Coppi, récent vainqueur de son troisième Tour d'Italie, dispute le Tour de France pour la première fois. La composition de l'équipe d'Italie a été rendue difficile par la condition posée par Coppi à sa présence : l'absence de Bartali, afin d'avoir une équipe soudée autour de lui. Plusieurs réunions sont nécessaires au directeur de l'équipe italienne, Alfredo Binda, pour accorder les deux champions, dont la dernière à Chiavari aboutit à la signature d'un document transcrivant leurs « droits et devoirs »,. Un autre champion italien, Fiorenzo Magni, est placé dans l'équipe des « cadets italiens ».
À la tête de l'équipe de France, Georges Cuvelier remplace Maurice Archambaud. Cette formation ne comprend pas Jean Robic, dernier vainqueur français du Tour, placé dans l'équipe régionale Ouest-Nord, « pour des raisons d'affinité, ou plutôt d'absence d'affinité », selon le journaliste Pierre Chany.

## Déroulement de la course

### Premières étapes

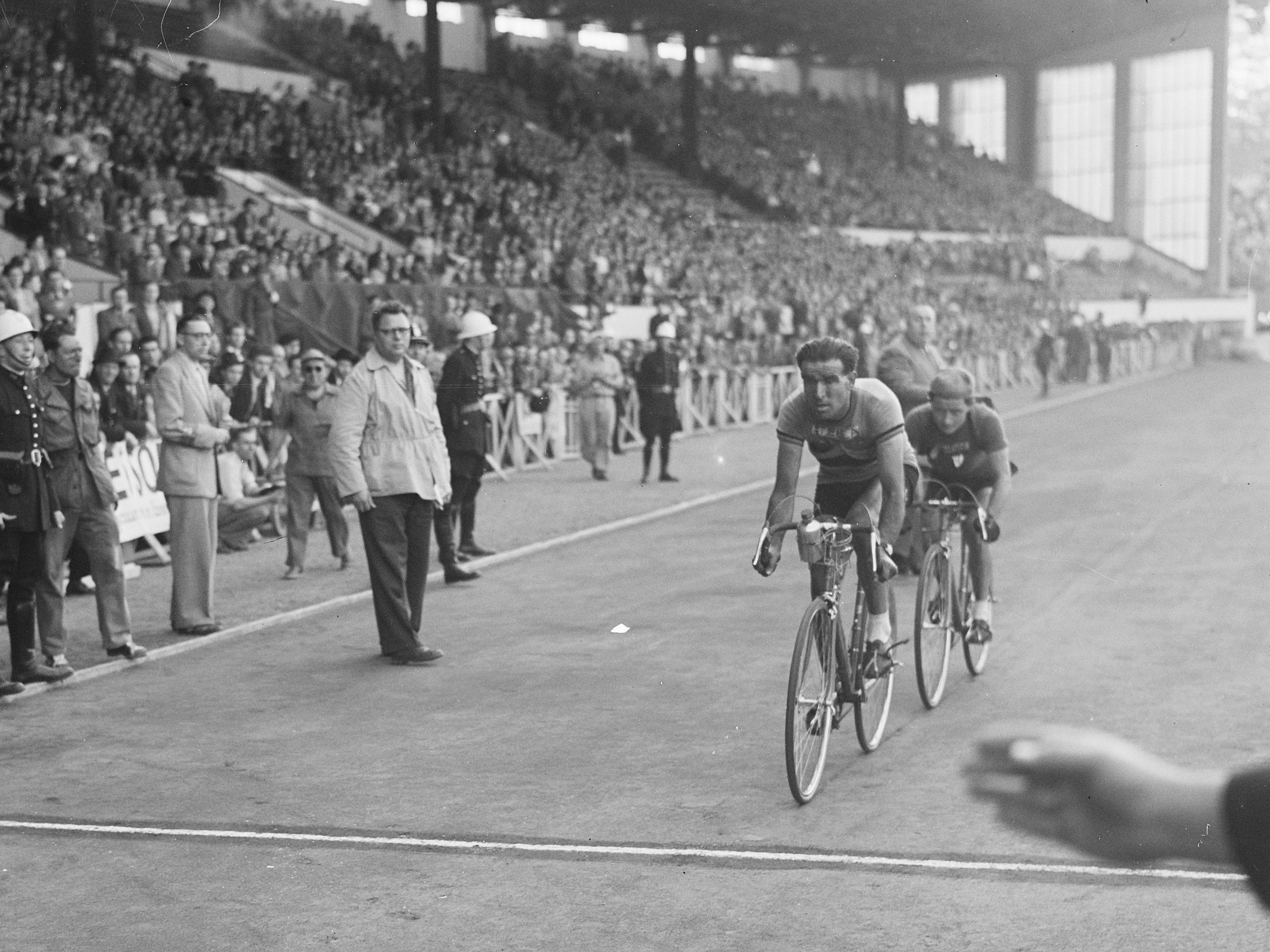
Roger Lambrecht battant Jacques Marinelli à l'arrivée de l'étape Reims-Bruxelles.

Les vainqueurs des trois premières étapes endossent tour à tour le maillot jaune. Marcel Dussault, de l'équipe Centre-Sud-ouest s'impose avec 25 secondes d'avance à Reims,. Cinquième de cette première étape, le Belge Roger Lambrecht bat au sprint Jacques Marinelli au stade du Heysel de Bruxelles. Un autre Belge, Norbert Callens, s'impose aussi au sprint dans un groupe d'échappés, à Boulogne-sur-Mer.

### Marinelli maillot jaune, Coppi retardé
Entre Boulogne et Rouen, quinze coureurs sont échappés pendant 152 km. Maurice Diot, Jacques Marinelli et Lucien Teisseire s'extraient de ce groupe à une vingtaine de kilomètres de l'arrivée. Diot est retardé par une crevaison. Teisseire s'impose devant Marinelli, qui prend le maillot jaune,. Il garde la première place pendant une semaine.
Discret depuis le depuis de la course, Coppi compte, comme Bartali, plus de 18 minutes de retard au classement général. Il décide d'attaquer lors de l'étape Rouen-Saint-Malo. Il rattrape trois coureurs échappés en début d'étape, et en ramène plusieurs autres avec lui, dont Marinelli. À Caen, celui-ci est déséquilibré en essayant de saisir une cannette et entraîne Fausto Coppi dans sa chute. Coppi doit attendre sept minutes pour voir arriver son vélo de remplacement. Bien qu'attendu dans un premier temps par ses équipiers, dont Bartali, Coppi perd encore du temps, « pédale presque à une cadence de facteur ». Il arrive avec 18 min 40 de retard, et accuse désormais un débours de près de 37 minutes au classement général. Reprochant au directeur d'équipe Binda de ne pas avoir été derrière lui pendant l'échappée, il décide alors d'abandonner avant de se raviser. Marinelli, arrivé quatrième à Saint-Malo, dans le même temps que le vainqueur Ferdi Kübler, compte désormais une demi-heure d'avance au classement général. Aux Sables-d'Olonne, Adolphe Deledda gagne l'étape devant le Belge Stan Ockers.
Après la première journée de repos, Fausto Coppi gagne le contre-la-montre entre Les Sables-d'Olonne et La Rochelle. Il devance Ferdi Kubler d'une minute et trente-deux secondes, le Belge Rik Van Steenbergen de près de trois minutes. Marinelli, 22e à 7 minutes 32, garde le maillot jaune ; Kubler est désormais deuxième, avec huit minutes et demie de retard.
À Bordeaux, Guy Lapébie gagne « chez lui », au sprint, devant Rik Van Steenbergen et sept autres coureurs échappés avec eux. Le lendemain, le Tour arrive pour la première fois en Espagne. Les six participants espagnols du Tour ont déjà abandonné. Un groupe de cinq coureurs arrive à Saint-Sébastien avec une minute et demi d'avance sur le peloton. Le Français Louis Caput, de l'équipe Île-de-France, gagne devant Stan Ockers, désormais quatrième au classement général.

### Magni passe les Pyrénées en jaune

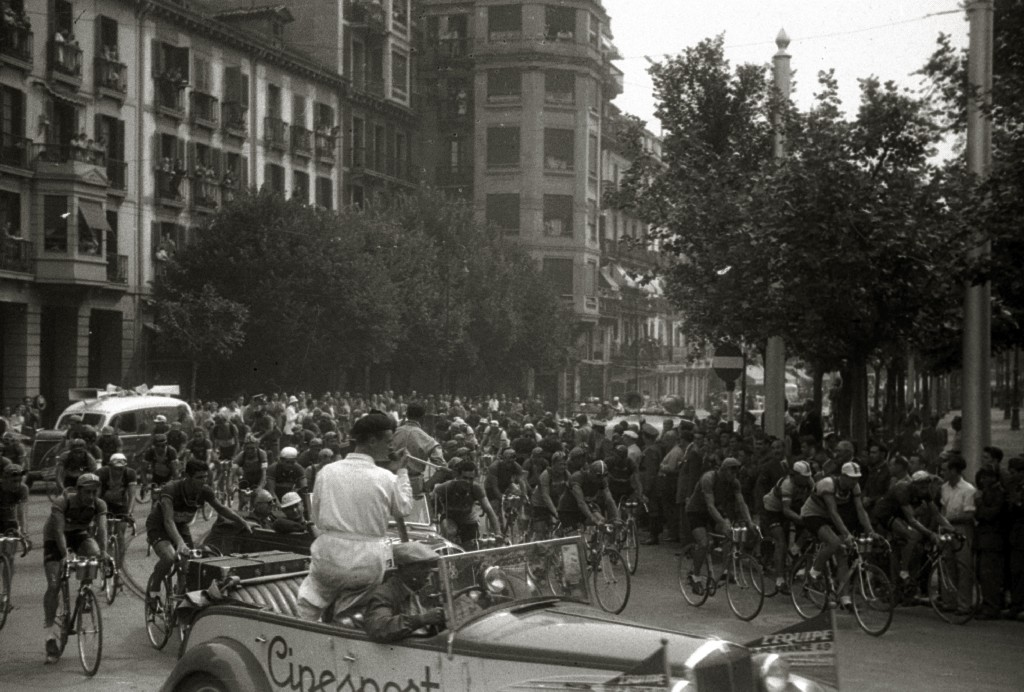
Passage du peloton dans une ville du Guipuscoa.

Lors de la dixième étape, les Français Edouard Fachleitner (Sud-Est) et Bernard Gauthier (équipe de France), les Italiens Fiorenzo Magni (cadet italien), Serafino Biagioni (équipe d’Italie) et Raymond Impanis s'échappent du peloton. Gauthier ne parvient pas à les accompagner et termine l'étape hors délai. Les quatre autres parcourent 180 km en tête de la course et arrivent à Pau avec 20 minutes d'avance sur le peloton. Magni gagne devant Impanis, Biagioni et Fachleitner, et s'empare du maillot jaune. L'équipe de France perd cinq coureurs dont Louison Bobet, souffrant depuis le début du Tour, et Guy Lapébie.
Après une journée de repos arrive la grande étape pyrénéenne, de Pau à Luchon. Dans la montée du col d'Aubisque, tandis que Bartali tombe, Coppi attaque. Il est d'abord accompagné d'Apo et Lucien Lazarides et Jean Robic, puis part seul et passe le col avec une minute et demi d'avance sur Apo Lazarides. Dans la descente, Coppi est ralenti par une crevaison et rattrapé par Bartali et Apo Lazarides, puis par Lucien Lazarides et Robic. Il passe le premier aux cols du Tourmalet et d'Aspin, sans être parvenu à distancer ses compagnons. Bartali est distancé dans la descente d'Aspin à la suite d'une crevaison. Dans la montée du col de Peyresourde, c'est au tour de Coppi d'être retardé par une crevaison. Les frères Lazarides et Robic prennent le large. À Luchon, Robic gagne l'étape devant Lucien Lazarides. Son frère Apo, accroché par un véhicule dans la descente, perd six minutes. Les Italiens, qui avaient prévu que Coppi et Bartali s'échappent ensemble, ne sont pas parvenus à mettre leur plan à exécution. Coppi troisième de l'étape, à 57 secondes, a cependant fait forte impression. Georges Speicher et Antonin Magne prédisent : « à Paris il arrivera dans un fauteuil ! » Malgré ses seize minutes de retard sur Robic, Fiorenzo Magni garde le maillot jaune,.

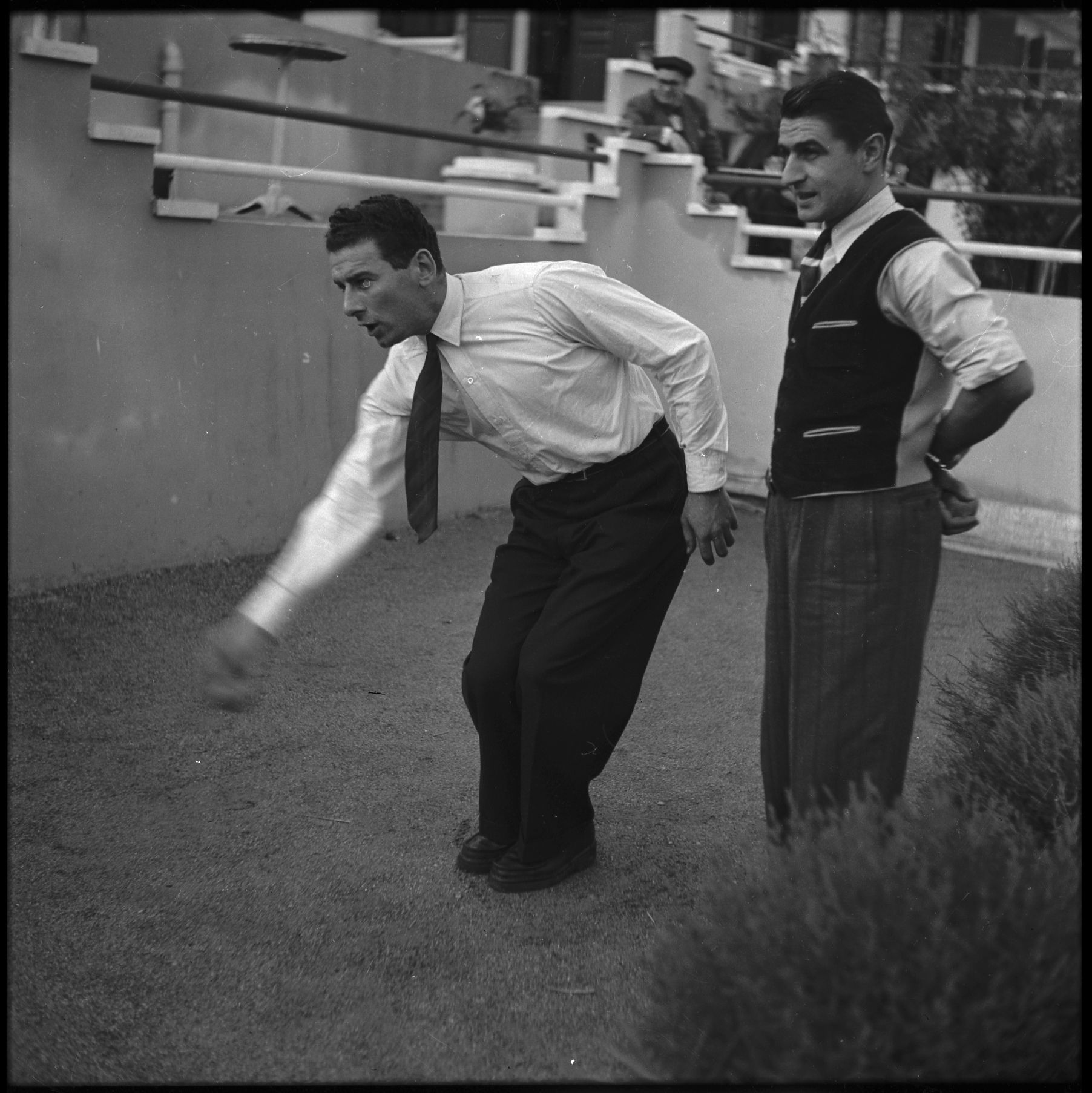
Apo Lazarides et Lucien Teisseire lors de la journée de repos à Toulouse.

Les quatre étapes suivantes ont peu d'effet sur le classement général. Rik Van Steenbergen s'impose au sprint à Toulouse. Émile Idée gagne ensuite à Nîmes, Jean Goldschmit à Marseille et Désiré Keteleer  à Cannes.

### Coppi et Bartali dominent dans les Alpes
Lors de la première étape alpestre, entre Cannes et Briançon, Coppi et Bartali parviennent cette fois à s'échapper ensemble. Ils collaborent en bonne entente et Coppi laisse à Bartali la victoire d'étape, le jour de ses 35 ans. Celui-ci est désormais maillot jaune, devant Coppi. Le lendemain, dans l'ascension du col du Petit-Saint-Bernard, ils procèdent de la même manière. Bartali subit cependant une crevaison. Coppi reçoit l'autorisation de ne pas l'attendre. Il gagne à Aoste avec près de 5 minutes d'avance sur Bartali, 10 sur Jean Robic, et prend le maillot jaune.

### Dernières étapes
Lors du contre-la-montre entre Colmar et Nancy, Coppi écrase la concurrence. Il rejoint Jean Robic et Stan Ockers, partis respectivement 8 et 12 minutes avant lui, et met hors-délai 20 coureurs, repêchés par la direction de course. Il gagne avec 7 minutes d'avance sur Bartali, deuxième. La dernière étape se conclut par un sprint sur la piste du parc des Princes. Van Steenbergen s'impose devant Ocker, Corrieri, Robic et Bartali.

## Bilan
Coppi devient le premier coureur à gagner la même année Tour d'Italie et Tour de France. Après Fausto Coppi, sept coureurs remportent le Tour de France et le Tour d'Italie la même année : Jacques Anquetil en 1964, Eddy Merckx en 1970, 1972 et 1974, Bernard Hinault en 1982 et 1985, Stephen Roche en 1987, Miguel Indurain en 1992 et 1993, Marco Pantani en 1998 et Tadej Pogačar en 2024.
La vitesse moyenne de ce Tour est de 32,121 km/h.
La domination des coureurs italiens se reflète également dans le fait que les douze coureurs de l'équipe d'Italie ont terminé la course, tandis que les équipes de France et de Belgique ont perdu respectivement cinq et six coureurs.

## Étapes
| Étape,    | Date             | Villes étapes                      |                                         | Distance (km)         | Vainqueur d’étape     | Leader du classement général |
| --------- | ---------------- | ---------------------------------- | --------------------------------------- | --------------------- | --------------------- | ---------------------------- |
| 1re étape | jeu. 30 juin     | Paris - Livry-Gargan – Reims       | Étape de plaine                         | 182                   | Marcel Dussault       | Marcel Dussault              |
| 2e étape  | ven. 1er juillet | Reims – Bruxelles (BEL)            | Étape de plaine                         | 273                   | Roger Lambrecht       | Roger Lambrecht              |
| 3e étape  | sam. 2 juillet   | Bruxelles (BEL) – Boulogne-sur-Mer | Étape de plaine                         | 211                   | Norbert Callens       | Norbert Callens              |
| 4e étape  | dim. 3 juillet   | Boulogne-sur-Mer – Rouen           | Étape de plaine                         | 185                   | Lucien Teisseire      | Jacques Marinelli            |
| 5e étape  | lun. 4 juillet   | Rouen – Saint-Malo                 | Étape de plaine                         | 293                   | Ferdi Kübler          | Jacques Marinelli            |
| 6e étape  | mar. 5 juillet   | Saint-Malo – Les Sables-d'Olonne   | Étape de plaine                         | 305                   | Adolphe Deledda       | Jacques Marinelli            |
|           | mer. 6 juillet   | Les Sables-d'Olonne                | Jour de repos                           | Journée de repos no 1 | Journée de repos no 1 | Journée de repos no 1        |
| 7e étape  | jeu. 7 juillet   | Les Sables-d'Olonne – La Rochelle  | Contre-la-montre individuel             | 92                    | Fausto Coppi          | Jacques Marinelli            |
| 8e étape  | ven. 8 juillet   | La Rochelle – Bordeaux             | Étape de plaine                         | 262                   | Guy Lapébie           | Jacques Marinelli            |
| 9e étape  | sam. 9 juillet   | Bordeaux – Saint-Sébastien (ESP)   | Étape de plaine                         | 228                   | Louis Caput           | Jacques Marinelli            |
| 10e étape | dim. 10 juillet  | Saint-Sébastien (ESP) – Pau        | Étape de plaine                         | 192                   | Fiorenzo Magni        | Fiorenzo Magni               |
|           | lun. 11 juillet  | Pau                                | Jour de repos                           | Journée de repos no 2 | Journée de repos no 2 | Journée de repos no 2        |
| 11e étape | mar. 12 juillet  | Pau – Luchon                       | Étape de montagne                       | 193                   | Jean Robic            | Fiorenzo Magni               |
| 12e étape | mer. 13 juillet  | Luchon – Toulouse                  | Étape de plaine                         | 134                   | Rik Van Steenbergen   | Fiorenzo Magni               |
| 13e étape | jeu. 14 juillet  | Toulouse – Nîmes                   | Étape de plaine                         | 289                   | Émile Idée            | Fiorenzo Magni               |
| 14e étape | ven. 15 juillet  | Nîmes – Marseille                  | Étape de plaine                         | 199                   | Jean Goldschmit       | Fiorenzo Magni               |
| 15e étape | sam. 16 juillet  | Marseille – Cannes                 | Étape de plaine                         | 215                   | Désiré Keteleer       | Fiorenzo Magni               |
|           | dim. 17 juillet  | Cannes                             | Jour de repos                           | Journée de repos no 3 | Journée de repos no 3 | Journée de repos no 3        |
| 16e étape | lun. 18 juillet  | Cannes – Briançon                  | Étape de montagne                       | 275                   | Gino Bartali          | Gino Bartali                 |
| 17e étape | mar. 19 juillet  | Briançon – Aoste (ITA)             | Étape de montagne                       | 257                   | Fausto Coppi          | Fausto Coppi                 |
|           | mer. 20 juillet  | Aoste (ITA)                        | Jour de repos                           | Journée de repos no 4 | Journée de repos no 4 | Journée de repos no 4        |
| 18e étape | jeu. 21 juillet  | Aoste (ITA) – Lausanne (SUI)       | Étape de montagne                       | 265                   | Vincenzo Rossello     | Fausto Coppi                 |
| 19e étape | ven. 22 juillet  | Lausanne (SUI) – Colmar            | Étape de montagne                       | 283                   | Raphaël Géminiani     | Fausto Coppi                 |
| 20e étape | sam. 23 juillet  | Colmar – Nancy                     | Contre-la-montre individuel en montagne | 137                   | Fausto Coppi          | Fausto Coppi                 |
| 21e étape | dim. 24 juillet  | Nancy – Paris - Parc des Princes   | Étape de plaine                         | 340                   | Rik Van Steenbergen   | Fausto Coppi                 |

## Classements

### Classement général final
| Classement général | Classement général  | Classement général | Classement général | Classement général   |
|                    | Coureur             | Pays               | Équipe             | Temps                |
| ------------------ | ------------------- | ------------------ | ------------------ | -------------------- |
| 1er                | Fausto Coppi        | Italie             | Italie             | en 149 h 40 min 49 s |
| 2e                 | Gino Bartali        | Italie             | Italie             | + 10 min 55 s        |
| 3e                 | Jacques Marinelli   | France             | Île-de-France      | + 25 min 13 s        |
| 4e                 | Jean Robic          | France             | Ouest-Nord         | + 34 min 28 s        |
| 5e                 | Marcel Dupont       | Belgique           | Aiglons belges     | + 38 min 59 s        |
| 6e                 | Fiorenzo Magni      | Italie             | Cadets italiens    | + 42 min 10 s        |
| 7e                 | Stan Ockers         | Belgique           | Belgique           | + 44 min 35 s        |
| 8e                 | Jean Goldschmit     | Luxembourg         | Luxembourg         | + 47 min 24 s        |
| 9e                 | Apo Lazaridès       | France             | France             | + 52 min 28 s        |
| 10e                | Pierre Cogan        | France             | Ouest-Nord         | + 1 h 8 min 55 s     |
| 11e                | Roger Lambrecht     | Belgique           | Belgique           | + 1 h 17 min 21 s    |
| 12e                | Gino Sciardis       | Italie             | Italie             | + 1 h 22 min 1 s     |
| 13e                | Jean Kirchen        | Luxembourg         | Luxembourg         | + 1 h 28 min 14 s    |
| 14e                | Lucien Teisseire    | France             | France             | + 1 h 34 min 56 s    |
| 15e                | Bim Diederich       | Luxembourg         | Luxembourg         | + 1 h 35 min 54 s    |
| 16e                | Robert Chapatte     | France             | France             | + 1 h 38 min 40 s    |
| 17e                | Serafino Biagioni   | Italie             | Italie             | + 1 h 38 min 47 s    |
| 18e                | Nello Lauredi       | France             | Sud-Est            | + 1 h 43 min 22 s    |
| 19e                | Georges Aeschlimann | Suisse             | Suisse             | + 1 h 47 min 52 s    |
| 20e                | Pierre Tacca        | France             | Île-de-France      | + 1 h 48 min 1 s     |
| 21e                | Marcel De Mulder    | Belgique           | Aiglons belges     | + 1 h 49 min 16 s    |
| 22e                | Jean-Marie Goasmat  | France             | Ouest-Nord         | + 2 h 0 min 14 s     |
| 23e                | André Brulé         | France             | Île-de-France      | + 2 h 1 min 18 s     |
| 24e                | Bruno Pasquini      | Italie             | Italie             | + 2 h 8 min 44 s     |
| 25e                | Raphaël Géminiani   | France             | France             | + 2 h 10 min 9 s     |
| modifier           |                     |                    |                    |                      |

### Classements annexes finals
| Classement du Prix du meilleur grimpeur | Classement du Prix du meilleur grimpeur | Classement du Prix du meilleur grimpeur | Classement du Prix du meilleur grimpeur | Classement du Prix du meilleur grimpeur |
| --------------------------------------- | --------------------------------------- | --------------------------------------- | --------------------------------------- | --------------------------------------- |
|                                         | Coureur                                 | Pays                                    | Équipe                                  | Point(s)                                |
| 1er                                     | Fausto Coppi                            | Italie                                  | Italie                                  | 81 points                               |
| 2e                                      | Gino Bartali                            | Italie                                  | Italie                                  | 68 pts                                  |
| 3e                                      | Jean Robic                              | France                                  | Ouest-Nord                              | 62 pts                                  |
| 4e                                      | Apo Lazaridès                           | France                                  | France                                  | 47 pts                                  |
| 5e                                      | Lucien Lazaridès                        | France                                  | France                                  | 29 pts                                  |
| 6e                                      | Stan Ockers                             | Belgique                                | Belgique                                | 22 pts                                  |
| 7e                                      | Pierre Tacca Jacques Marinelli          | France                                  | Île-de-France                           | 16 pts                                  |
| 9e                                      | Raphaël Géminiani André Brulé           | France                                  | France Île-de-France                    | 14 pts                                  |
| modifier                                |                                         |                                         |                                         |                                         |

| Classement du Challenge international, | Classement du Challenge international, | Classement du Challenge international, | Classement du Challenge international, |
|                                        | Équipe                                 | Pays                                   | Temps                                  |
| -------------------------------------- | -------------------------------------- | -------------------------------------- | -------------------------------------- |
| 1re                                    | Italie                                 | Italie                                 | en 450 h 35 min 23 s                   |
| 2e                                     | Ouest-Nord                             | France                                 | + 2 h 10 min 21 s                      |
| 3e                                     | Luxembourg                             | Luxembourg                             | + 2 h 18 min 16 s                      |
| 4e                                     | France                                 | France                                 | + 2 h 33 min 8 s                       |
| 5e                                     | Île-de-France                          | France                                 | + 2 h 41 min 36 s                      |
| 6e                                     | Belgique                               | Belgique                               | + 3 h 0 min 13 s                       |
| 7e                                     | Aiglons belges                         | Belgique                               | + 3 h 21 min 25 s                      |
| 8e                                     | Sud-Est                                | France                                 | + 5 h 49 min 25 s                      |
| 9e                                     | Centre - Sud-Ouest                     | France                                 | + 8 h 15 min 30 s                      |
| modifier                               |                                        |                                        |                                        |

### Évolution des classements
| Étape              | Vainqueur           | Classement général | Classement de la montagne | Challenge international |
| ------------------ | ------------------- | ------------------ | ------------------------- | ----------------------- |
| 1                  | Marcel Dussault     | Marcel Dussault    | Non décerné               | Belgique                |
| 2                  | Roger Lambrecht     | Roger Lambrecht    | Non décerné               | Belgique                |
| 3                  | Norbert Callens     | Norbert Callens    | Non décerné               | Belgique                |
| 4                  | Lucien Teisseire    | Jacques Marinelli  | Non décerné               | France                  |
| 5                  | Ferdinand Kübler    | Jacques Marinelli  | Non décerné               | Île-de-France           |
| 6                  | Adolphe Deledda     | Jacques Marinelli  | Non décerné               | Île-de-France           |
| 7                  | Fausto Coppi        | Jacques Marinelli  | Non décerné               | Île-de-France           |
| 8                  | Guy Lapébie         | Jacques Marinelli  | Non décerné               | Île-de-France           |
| 9                  | Louis Caput         | Jacques Marinelli  | Non décerné               | Île-de-France           |
| 10                 | Fiorenzo Magni      | Fiorenzo Magni     | Non décerné               | Île-de-France           |
| 11                 | Jean Robic          | Fiorenzo Magni     | Fausto Coppi              | Italie                  |
| 12                 | Rik Van Steenbergen | Fiorenzo Magni     | Fausto Coppi              | Italie                  |
| 13                 | Emile Idée          | Fiorenzo Magni     | Fausto Coppi              | Italie                  |
| 14                 | Jean Goldschmit     | Fiorenzo Magni     | Fausto Coppi              | Italie                  |
| 15                 | Désiré Keteleer     | Fiorenzo Magni     | Fausto Coppi              | Île-de-France           |
| 16                 | Gino Bartali        | Gino Bartali       | Fausto Coppi              | Italie                  |
| 17                 | Fausto Coppi        | Fausto Coppi       | Fausto Coppi              | Italie                  |
| 18                 | Vincenzo Rossello   | Fausto Coppi       | Fausto Coppi              | Italie                  |
| 19                 | Raphaël Géminiani   | Fausto Coppi       | Fausto Coppi              | Italie                  |
| 20                 | Fausto Coppi        | Fausto Coppi       | Fausto Coppi              | Italie                  |
| 21                 | Rik Van Steenbergen | Fausto Coppi       | Fausto Coppi              | Italie                  |
| Classements finals | Classements finals  | Fausto Coppi       | Fausto Coppi              | Italie                  |

## Liste des coureurs
La liste ci-dessous présente les coureurs inscrits par numéro de dossard.
| Légende | Légende                                                                    | Légende | Légende                                                    |
| ------- | -------------------------------------------------------------------------- | ------- | ---------------------------------------------------------- |
| Num     | Dossard de départ porté par le coureur sur ce Tour                         | Pos     | Position à l'arrivée de la course                          |
|         | Indique un maillot de champion national ou mondial, suivi de sa spécialité | NP      | Indique un coureur qui n'a pas pris le départ de la course |
| AB      | Indique un coureur qui n'a pas terminé la course                           | HD      | Indique un coureur qui a terminé la course hors des délais |

| Italie                            | Italie                  | Italie |
| --------------------------------- | ----------------------- | ------ |
| Num                               | Coureur                 | Pos    |
| 1                                 | Gino Bartali (ITA)      | 2e     |
| 2                                 | Serafino Biagioni (ITA) | 17e    |
| 3                                 | Angelo Brignole (ITA)   | 53e    |
| 4                                 | Fausto Coppi (ITA)      | 1er    |
| 5                                 | Giovanni Corrieri (ITA) | 52e    |
| 6                                 | Guido De Santi (ITA)    | 55e    |
| 7                                 | Ettore Milano (ITA)     | 51e    |
| 8                                 | Bruno Pasquini (ITA)    | 24e    |
| 9                                 | Luciano Pezzi (ITA)     | 50e    |
| 10                                | Vincenzo Rossello (ITA) | 36e    |
| 11                                | Mario Ricci (ITA)       | 41e    |
| 12                                | Gino Sciardis (ITA)     | 12e    |
| Directeur sportif : Alfredo Binda |                         |        |

| Belgique                            | Belgique                  | Belgique |
| ----------------------------------- | ------------------------- | -------- |
| Num                                 | Coureur                   | Pos      |
| 13                                  | Norbert Callens (BEL)     | HD-11    |
| 14                                  | Roger Ghyselinck (BEL)    | HD-11    |
| 15                                  | Raymond Impanis (BEL)     | AB-11    |
| 16                                  | Léon Jomaux (BEL)         | HD-4     |
| 17                                  | Désiré Keteleer (BEL)     | 34e      |
| 18                                  | Marcel Kint (BEL)         | AB-19    |
| 19                                  | Roger Lambrecht (BEL)     | 11e      |
| 20                                  | Florent Mathieu (BEL)     | 37e      |
| 21                                  | Stan Ockers (BEL)         | 7e       |
| 22                                  | Briek Schotte (BEL)       | 33e      |
| 23                                  | Edward Van Dyck (BEL)     | AB-11    |
| 24                                  | Rik Van Steenbergen (BEL) | 29e      |
| Directeur sportif : Paul Vandevelde |                           |          |

| France                               | France                     | France |
| ------------------------------------ | -------------------------- | ------ |
| Num                                  | Coureur                    | Pos    |
| 25                                   | Louison Bobet (FRA)        | AB-10  |
| 26                                   | Robert Chapatte (FRA)      | 16e    |
| 27                                   | Camille Danguillaume (FRA) | HD-10  |
| 28                                   | Louis Déprez (FRA)         | 30e    |
| 29                                   | Maurice Diot (FRA)         | HD-10  |
| 30                                   | Bernard Gauthier (FRA)     | HD-10  |
| 31                                   | Raphaël Géminiani (FRA)    | 25e    |
| 32                                   | Guy Lapébie (FRA)          | AB-10  |
| 33                                   | Apo Lazaridès (FRA)        | 9e     |
| 34                                   | Lucien Lazaridès (FRA)     | 32e    |
| 35                                   | Lucien Teisseire (FRA)     | 14e    |
| 36                                   | René Vietto (FRA)          | 28e    |
| Directeur sportif : Georges Cuvelier |                            |        |

| Suisse                          | Suisse                     | Suisse |
| ------------------------------- | -------------------------- | ------ |
| Num                             | Coureur                    | Pos    |
| 37                              | Georges Aeschlimann (SUI)  | 19e    |
| 38                              | Roger Aeschlimann (SUI)    | HD-10  |
| 39                              | Hans Hutmacher (SUI)       | AB-6   |
| 40                              | Ferdi Kübler (SUI)         | AB-18  |
| 41                              | Ernst Stettler (SUI)       | AB-6   |
| 42                              | Gottfried Weilenmann (SUI) | 40e    |
| Directeur sportif : Hans Martin |                            |        |

| Luxembourg                         | Luxembourg            | Luxembourg |
| ---------------------------------- | --------------------- | ---------- |
| Num                                | Coureur               | Pos        |
| 43                                 | René Biver (LUX)      | HD-4       |
| 44                                 | Jean Diederich (LUX)  | 15e        |
| 45                                 | Marcel Ernzer (LUX)   | HD-11      |
| 46                                 | Jean Goldschmit (LUX) | 8e         |
| 47                                 | Willy Kemp (LUX)      | HD-1       |
| 48                                 | Jean Kirchen (LUX)    | 13e        |
| Directeur sportif : Nicolas Frantz |                       |            |

| Pays-Bas                         | Pays-Bas              | Pays-Bas |
| -------------------------------- | --------------------- | -------- |
| Num                              | Coureur               | Pos      |
| 49                               | Henk de Hoog (NED)    | HD-10    |
| 50                               | André de Korver (NED) | AB-5     |
| 51                               | Wim de Ruyter (NED)   | HD-10    |
| 52                               | Jan Lambrichs (NED)   | AB-5     |
| 53                               | Frans Pauwels (NED)   | HD-10    |
| 54                               | Hubert Sijen (NED)    | AB-6     |
| Directeur sportif : Rud de Grood |                       |          |

| Espagne                           | Espagne                    | Espagne |
| --------------------------------- | -------------------------- | ------- |
| Num                               | Coureur                    | Pos     |
| 55                                | Julián Berrendero (ESP)    | HD-5    |
| 56                                | Bernardo Capó (ESP)        | HD-1    |
| 57                                | Dalmacio Langarica (ESP)   | AB-5    |
| 58                                | Emilio Rodríguez (ESP)     | AB-5    |
| 59                                | Bernardo Ruiz (ESP)        | AB-5    |
| 60                                | José Serra Gil (ESP)((ESP) | AB-6    |
| Directeur sportif : Joachim Rubio |                            |         |

| Cadets italiens                  | Cadets italiens         | Cadets italiens |
| -------------------------------- | ----------------------- | --------------- |
| Num                              | Coureur                 | Pos             |
| 61                               | Giuseppe Ausenda (ITA)  | 38e             |
| 62                               | Pino Cerami (ITA)       | HD-4            |
| 63                               | Fiorenzo Magni (ITA)    | 6e              |
| 64                               | Alfredo Martini (ITA)   | HD-15           |
| 65                               | Silvio Pedroni (ITA)    | AB-16           |
| 66                               | Armando Peverelli (ITA) | HD-17           |
| Directeur sportif : Palmiro Mori |                         |                 |

| Aiglons belges                   | Aiglons belges         | Aiglons belges |
| -------------------------------- | ---------------------- | -------------- |
| Num                              | Coureur                | Pos            |
| 67                               | Jean Breuer (BEL)      | HD-4           |
| 68                               | Marcel De Mulder (BEL) | 21e            |
| 69                               | Marcel Dupont (BEL)    | 5e             |
| 70                               | Jacques Geus (BEL)     | 27e            |
| 71                               | Marcel Hendricks (BEL) | 43e            |
| 72                               | Jozef Verhaert (BEL)   | AB-16          |
| Directeur sportif : Sylvère Maes |                        |                |

| Île-de-France                         | Île-de-France           | Île-de-France |
| ------------------------------------- | ----------------------- | ------------- |
| Num                                   | Coureur                 | Pos           |
| 73                                    | André Brulé (FRA)       | 23e           |
| 74                                    | Louis Caput (FRA)       | AB-12         |
| 75                                    | Robert Dorgebray (FRA)  | AB-2          |
| 76                                    | Dominique Forlini (FRA) | AB-5          |
| 77                                    | Georges Guillier (FRA)  | HD-4          |
| 78                                    | Émile Idée (FRA)        | AB-16         |
| 79                                    | Raymond Lucas (FRA)     | HD-10         |
| 80                                    | Jacques Marinelli (FRA) | 3e            |
| 81                                    | Édouard Muller (FRA)    | 44e           |
| 82                                    | Attilio Redolfi (FRA)   | AB-5          |
| 83                                    | Pierre Tacca (FRA)      | 20e           |
| 84                                    | Louis Thiétard (FRA)    | AB-4          |
| Directeur sportif : Fernand Mithouard |                         |               |

| Ouest - Nord                        | Ouest - Nord             | Ouest - Nord |
| ----------------------------------- | ------------------------ | ------------ |
| Num                                 | Coureur                  | Pos          |
| 85                                  | Pierre Cogan (FRA)       | 10e          |
| 86                                  | Jean-Marie Goasmat (FRA) | 22e          |
| 87                                  | Édouard Klabinski (POL)  | AB-5         |
| 88                                  | Roger Le Nizerhy (FRA)   | AB-15        |
| 89                                  | Ange Le Strat (FRA)      | NP-8         |
| 90                                  | Lucien Maelfait (FRA)    | AB-4         |
| 91                                  | André Mahé (FRA)         | 49e          |
| 92                                  | César Marcelak (FRA)     | HD-19        |
| 93                                  | François Person (FRA)    | HD-4         |
| 94                                  | Roger Pontet (FRA)       | AB-5         |
| 95                                  | Jean Robic (FRA)         | 4e           |
| 96                                  | Éloi Tassin (FRA)        | HD-4         |
| Directeur sportif : François Lamour |                          |              |

| Centre - Sud-Ouest               | Centre - Sud-Ouest      | Centre - Sud-Ouest |
| -------------------------------- | ----------------------- | ------------------ |
| Num                              | Coureur                 | Pos                |
| 97                               | Jean Blanc (FRA)        | 48e                |
| 98                               | Roger Buchonnet (FRA)   | HD-2               |
| 99                               | Robert Desbats (FRA)    | AB-13              |
| 100                              | Albert Dolhats (FRA)    | 42e                |
| 101                              | Custodio Dos Reis (FRA) | 54e                |
| 102                              | Marcel Dussault (FRA)   | AB-8               |
| 103                              | Bruno Garonzi (ITA)     | AB-3               |
| 104                              | Antoine Gomez (FRA)     | AB-2               |
| 105                              | Roger Lévêque (FRA)     | 31e                |
| 106                              | Henri Massal (FRA)      | AB-17              |
| 107                              | Paul Pineau (FRA)       | 39e                |
| 108                              | Georges Ramoulux (FRA)  | 46e                |
| Directeur sportif : Marcel Bidot |                         |                    |

| Sud-Est                            | Sud-Est                   | Sud-Est |
| ---------------------------------- | ------------------------- | ------- |
| Num                                | Coureur                   | Pos     |
| 109                                | Pierre Brambilla (ITA)    | 26e     |
| 110                                | Fermo Camellini (FRA)     | AB-18   |
| 111                                | Adolphe Deledda (FRA)     | HD-15   |
| 112                                | Édouard Fachleitner (FRA) | AB-17   |
| 113                                | Paul Giguet (FRA)         | 47e     |
| 114                                | Nello Lauredi (FRA)       | 18e     |
| 115                                | Georges Martin (FRA)      | 35e     |
| 116                                | Pierre Molinéris (FRA)    | HD-5    |
| 117                                | Paul Néri (ITA)           | HD-2    |
| 118                                | Jean Rey (FRA)            | HD-10   |
| 119                                | Raoul Rémy (FRA)          | AB-4    |
| 120                                | Antonin Rolland (FRA)     | 45e     |
| Directeur sportif : Dante Gianello |                           |         |